# タウベ (航空機)

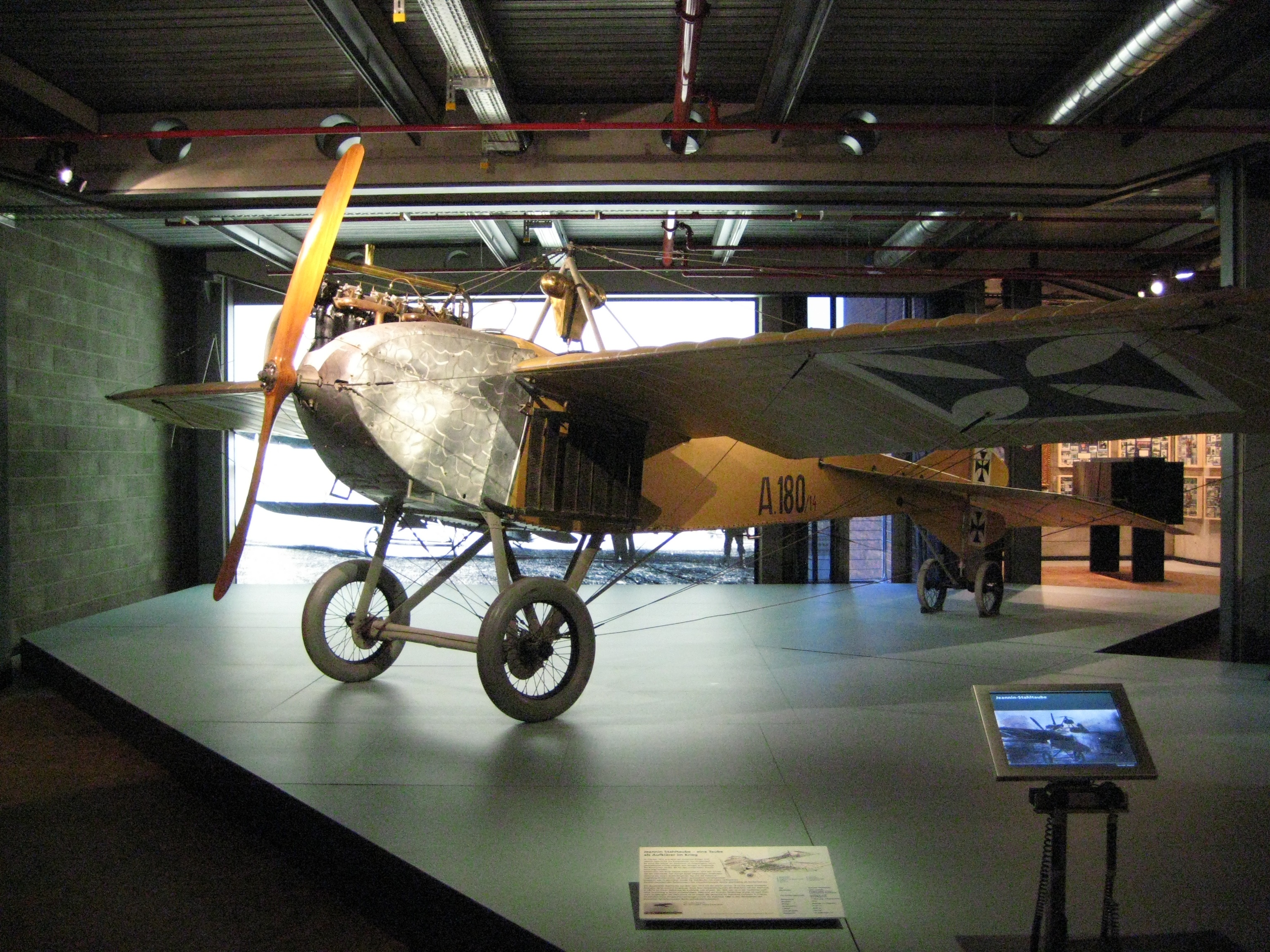
ドイツ技術博物館に展示されているタウベ

エトリッヒ・タウベ（またはルンプラー・タウベ）は、オーストリアなどでつくられた初期の航空機。第一次世界大戦初期の軍用機のひとつである。

## 概要
オーストリアのイグナッツ・エトリッヒによって設計され、1910年7月に初飛行した。オーストリアのローナー社、ドイツのルンプラー社とライセンス契約して生産が始まったが、ルンプラー社がライセンス料を支払わないので、エトリッヒは特許を放棄し、ルンプラーをはじめ、アルバトロス、ゴータ、DFW、ハルバーシュタットなど多くの会社が製造し、約700機が生産された。
伊土戦争中の1911年11月1日、史上初めて爆弾を投下した航空機となった。極めて安定性の高い飛行機で、第一次世界大戦初期にも軍用機として用いられたが、運動性能は悪かったので1915年夏には前線から退いた。その後は練習機として用いられた。
日本でも1914年に帝国飛行協会が2機を輸入した。大正博覧会で展示された他、第1回民間飛行大会で磯部鉄吉の操縦で航続記録を出すなど好成績を収めた。第一次世界大戦では、青島要塞攻撃戦でドイツ軍がタウベを1機投入。その機動性に日本軍のモーリス・ファルマン機は翻弄され、急遽前述の民間機の内1機が徴用されて青島に送られたが、停戦により活躍の機会を逸している。

## 構造
タウベは鳩のことで、主翼と尾翼の形態に由来するが、そもそもは南洋のウリ科の植物アルソミトラ・マクロカルパ（ザノニア・マクロカルパ）の種が10 - 15センチの翅で安定した滑空をすることを知ったオーストリアの設計者イゴ・エトリッヒ（Igo Etrich）博士が、その種子の断面や捩じ下げを取り入れた翼の形の無尾翼グライダーを作ったことにはじまる。動力化にともなって、通常の尾翼・胴体が追加されたが、主翼の特徴的な形はのこった。主翼は翼下面からトラス構造の鋼管で支えるという珍しい構造で、張線で支えた胴体と相まって安定性の高い機体となった。

## 要目

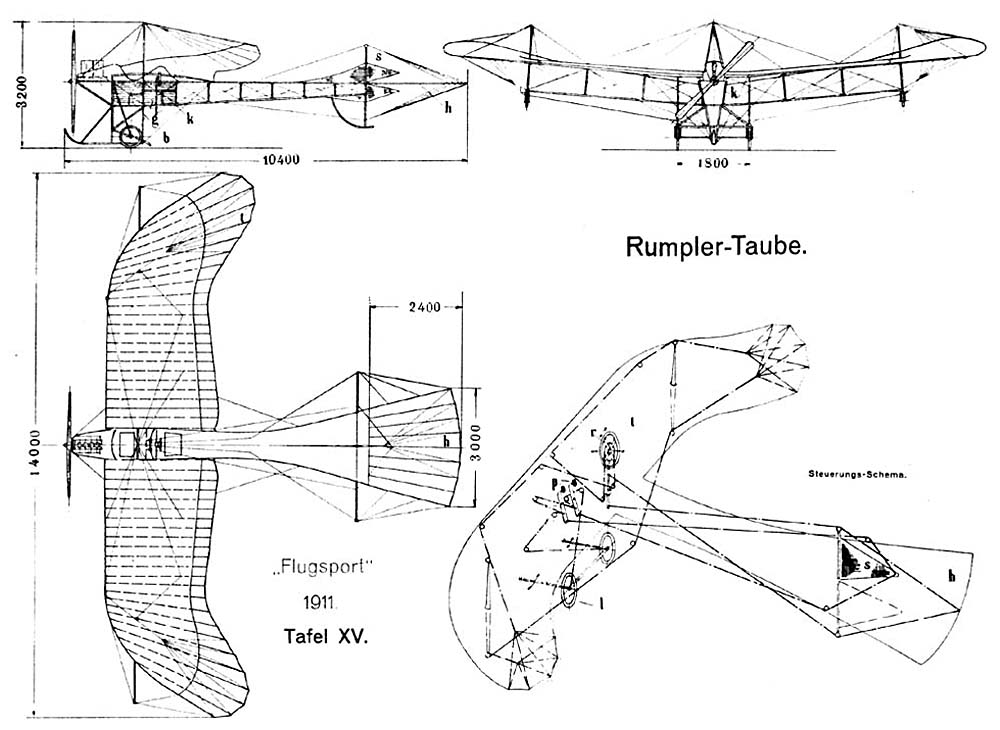
タウベの図面

出典：木村秀政･田中祥一『日本の名機100選』文春文庫ISBN 4-16-810203-3　1997年
- 乗員：2 名
- 全長：8.20 m
- 翼幅：13.80 m
- 翼面積：32.0 m²
- 空虚重量：600 kg
- 総重量：910 kg
- エンジン：アルグス製4気筒またはダイムラー製6気筒
  - アルグス製：アルグス As.I 水冷直列4気筒ガソリン ボア×ストローク 140 mm×140 mm 8.62 L 乾燥重量 140 kg 定格 100 hp（75 kw）/1,250 rpm) 初始動 1911年
  - ダイムラー製：メルセデス D.I（型式名：E6F型） 水冷直列6気筒ガソリン SOHC ボア×ストローク 120 mm×140 mm  9.48 L 乾燥重量 201.6 kg 定格 100 hp（75 kw） 初始動 1913年
- 最大速度：120 km/h
- 航続時間：4 時間
- 高度：2,000 m